# St. Michael (Eppan)
St. Michael (italienisch San Michele) ist eine Fraktion der Gemeinde Eppan in Südtirol (Italien). Als Hauptort der Gemeinde wird er selbst meist Eppan genannt.

## Lage
St. Michael liegt im Zentrum des Gemeindegebiets von Eppan auf einer Höhe von 415 m s.l.m. Das Dorf liegt am Knotenpunkt des dicht besiedelten Überetsch, wo die historischen Straßenverbindungen in Richtung Berg, zum Ortsteil Pigeno, nach Montiggl und nach Girlan zusammenlaufen. Diese treffen aber nicht an einem einzigen Ort aufeinander, sondern sind mit der in Nord-Süd-Richtung orientierten Hauptstraße zwischen Kaltern und St. Pauls an versetzten Stellen verknüpft. Dadurch entstand ein netzartiges Straßensystem, das die Siedlungsform weitgehend mitbestimmte und kein einheitliches Zentrum entstehen ließ. Vielmehr entwickelten sich mehrere Anhäufungen von Bauten, in deren Zentrum sich meist eine Kirche befindet. Diese Siedlungen, teils regelrechte „Dörfer im Dorf“, sind trotz der seit Ende des 19. Jahrhunderts erfolgten Ausdehnung und massiven Verdichtung des Baubestands auch heute noch gut erkennbar. Das heutige Zentrum von St. Michael bilden das Rathaus und die ehemaligen Gasthöfe Sonne und Goldene Traube, die ihre Hauptfassaden dem sich davor befindlichen Rathausplatz zuwenden.

## Geschichte
St. Michael ist der alte Zentralort der weitläufigen Gemeindefläche Eppans. Sein Name geht auf die hochmittelalterliche Michaelskirche als den kultischen Mittelpunkt des Gemeinwesens zurück. Er ist urkundlich im Jahr 1291 als in Epiano aput ecclesiam sancti Michahelis bezeugt.  Aus dem Jahr 1494 liegt die deutsche Bezeichnung zu sand Michel zu Eppann vor.

## Kultur und Bildung
In St. Michael gibt es sowohl für die deutsche als auch die italienische Sprachgruppe jeweils einen Kindergarten, eine Grundschule und eine Mittelschule, in der die Schüler aus dem gesamten Gemeindegebiet zusammenkommen. Im Gebäude der deutschen Mittelschule befindet sich der Kultursaal.
Weiters gibt es das Lanserhaus, das für vielerlei Veranstaltungen wie Kunstausstellungen, museale Events, Konzerte, Seminare, Kongresse oder gastronomische Meetings genutzt wird.

## Sehenswertes

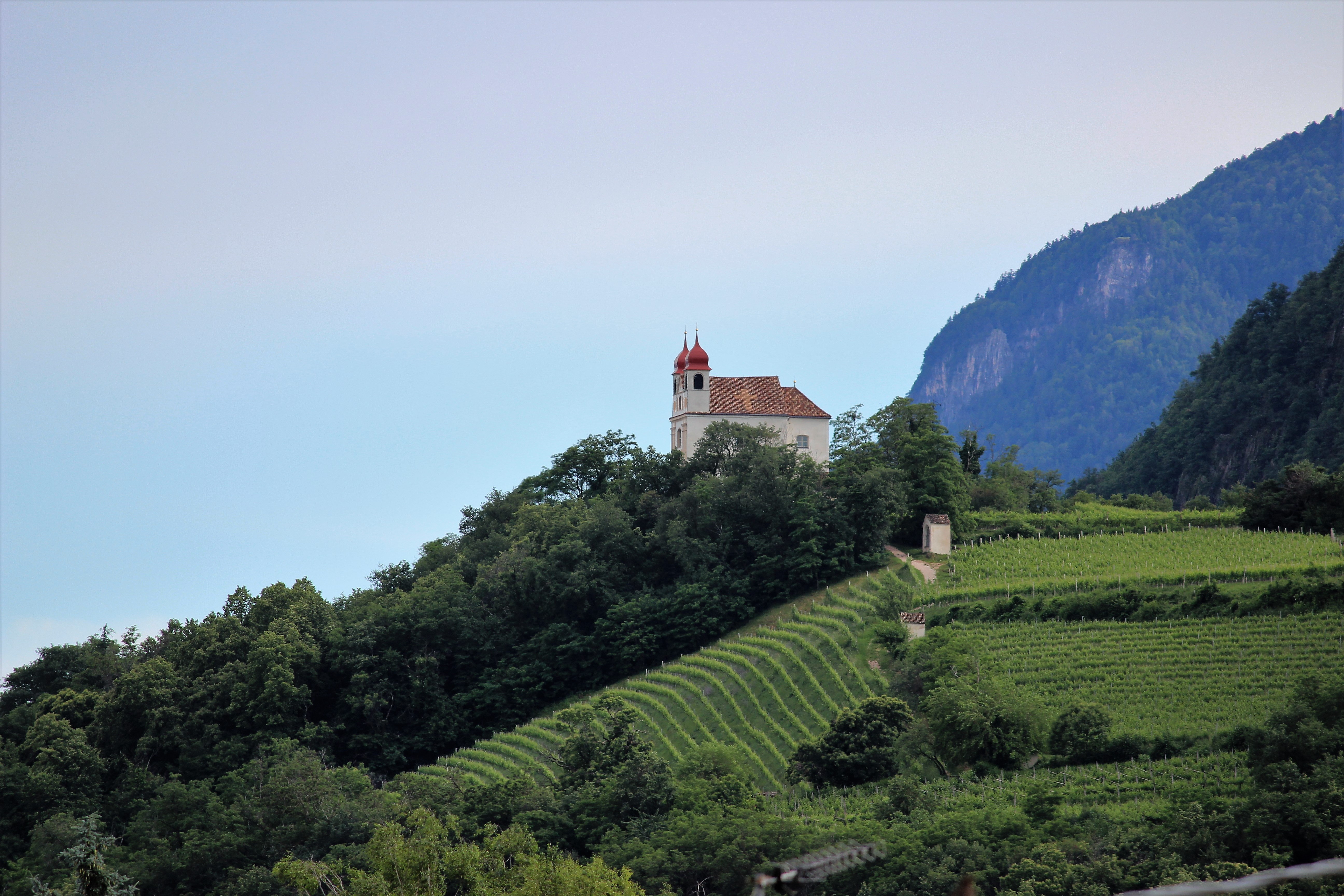
Die Heilig-Kreuz-Kirche auf dem Gleif-Hügel

In der Nähe des Ortszentrums befinden sich mehrere Kirchen, darunter die Pfarrkirche Maria Heimsuchung, die Kirche zum hl. Erzengel Michael und die auch als Dominikanerkirche bekannte Kirche zum hl. Josef. Etwas westlich des Dorfs thront auf dem Gleif-Hügel die Heilig-Kreuz-Kirche mit ihren neun Kalvarienkapellen.

## Sport
Die Sportzone umfasst das Eisstadion Eppan, in dem der HC Eppan Pirates spielt, daran angrenzend befindet sich die Raiffeisenhalle mit Kletterwänden und Kegelbar. Neben der Sporthalle befinden sich der Kunstrasen-Fußballplatz und der traditionsreiche Schießstand, in dem jährlich verschiedene Wettkämpfe wie das Martinischießen, Jahresschießen oder das Dorfschießen ausgetragen werden.